# جيني إيرين بيا
جيني إيرين بيا (بالفرنسية: Jeanne-Irène Biya)‏ ولدت (12 أكتوبر 1934 - وتوفيت 29 يوليو 1992) هي السيدة الأولى السابقة للكاميرون والزوجة الأولى للرئيس بول بيا، الذي شغل منصب رئيس الكاميرون منذ عام 1982. توفيت جيني إيرين بيا في مكتبها في ياوندي عن عمر يناهز 58 عامًا، وبعد وفاتها تزوج بول بيا شانتال بيا واصبحت بصفتها السيدة الأولى في الكاميرون.